# Чек, Томас
Томас Роберт Чек (англ. Thomas Robert Cech; род. 8 декабря 1947, Чикаго) — американский биохимик и молекулярный биолог. Лауреат Нобелевской премии по химии 1989 года, совместно с Сидни Олтменом, «за открытие каталитических свойств «Рибонуклеиновых кислот» («for discovery of catalytic properties of RNA»). Доктор философии, заслуженный профессор Колорадского университета в Боулдере и директор в Институте анализа средств массовой информации (Biofrontiers Institute), президент Медицинского института Говарда Хьюза в 2000-2009 годах и его исследователь с 1988 года, член Национальных Академии наук (1987) и Медицинской академии (2000) США, а также Американского философского общества (2001). Удостоен Национальной научной медали (1995).

## Биография
Родители Чека были чешского происхождения (его дед был чехом, другие его бабушки и дедушки были американцами в первом поколении). Вырос он в Айова-Сити (штат Айова). В средней школе он попросил профессора геологии в Университете Айовы обсудить кристаллические структуры, метеориты и окаменелости.
В 1966 году он поступил в Гриннелл колледж, где изучал гомеровскую Одиссею, «Ад Данте», историю конституции и химию. В 1970 году Чек женился на своей коллеге по органической химии, Кэрол Линн Мартинсон.
В 1975 году Чек защитил докторскую диссертацию по химии в Калифорнийском университете в Беркли и в том же году поступил в Массачусетский Технологический институт, где занимался докторскими исследованиями.
В 1978 году он получил свою первую должность преподавателя в Университете Колорадо, где он читал лекции студентам бакалавриата по химии и биохимии, работает на факультете он и в настоящее время в качестве заслуженного профессора на кафедре химии и биохимии.
В 2000 году Чек сменил Пеннелла Чоппина на посту президента Медицинского института Говарда Хьюза в Мэриленде. Он также продолжает возглавлять свою биохимическую лабораторию, Колорадскую инициативу в области молекулярной биотехнологии, в Университете Колорадо, Боулдер. Чек продолжает преподавать химию для бакалавров в Колорадском университете в Боулдере. 1 апреля 2008 года Чек объявил, что он уйдет с поста президента МИГХ, чтобы вернуться к преподаванию и исследованиям, весной 2009 года.
В 2016 году подписал письмо с призывом к Greenpeace, Организации Объединенных Наций и правительствам всего мира прекратить борьбу с генетически модифицированными организмами (ГМО).
Член редколлегии журнала Genes & Development.
Член Американской академии искусств и наук (1988), Европейской академии (1999, иностранный член) и EMBO.

## Вклад в науку
Основным направлением исследований Чека является процесс транскрипции в ядре клеток. Он изучает, как генетический код ДНК транскрибируется в РНК. В 1970-х годах Чек изучал сплайсинг РНК в одноклеточном организме Tetrahymena thermophila, когда обнаружил, что необработанная молекула РНК может сама сращиваться. В 1982 году Чек впервые показал, что молекулы РНК не ограничиваются функцией пассивных носителей генетической информации - они могут выполнять каталитические функции и участвовать в клеточных реакциях. РНК может катализировать разрезание и сплайсинг самой себя, в результате чего из нее выщепляется небольшой фрагмент. Ферменты РНК известны как рибозимы и стали новым инструментом в генной инженерии. Они также обладают потенциалом для оказания новых терапевтических эффектов - например, они обладают способностью разрушать и расщеплять вторгающиеся, вирусные РНК.
Вторая область исследований Чека - теломеры, структура, которая защищает концы хромосом. Теломеры сокращаются с каждым дублированием ДНК и должны удлиняться каждый раз. Он изучает теломеразу, фермент, который копирует теломерные последовательности и удлиняет их. Субъединицы белка активного сайта теломеразы включают новый класс обратных транскриптаз, ферментов, которые, как полагали ранее, были ограничены вирусами и транспонируемыми элементами. Теломераза активируется в 90 % случаев рака человека. Поэтому препарат, который ингибирует его активность, может быть полезен при лечении рака.

## Награды и отличия
- Премия Pfizer в области ферментной химии[англ.] (1985)
- Премия Ньюкома Кливленда[англ.] (1986)
- Премия НАН США в области молекулярной биологии[англ.] (1987)
- Международная премия Гайрднера (1988)
- Премия Луизы Гросс Хорвиц (1988)
- Премия Альберта Ласкера за фундаментальные медицинские исследования (1988)
- Премия Хейнекена по биохимии и биофизики (1988)
- Нобелевская премия по химии (1989)
- Премия Розенстила (1989)
- Warren Triennial Prize, Massachusetts General Hospital (1989, совместно с Джоан Стейц)
- Национальная научная медаль (1995)
- Силлимановская лекция (2001)
- Золотая медаль Отмера[англ.] (2007)
- Lifetime Achievement Award, Colorado Bioscience Association (2009)

Почётный доктор Рокфеллеровского университета (2009) и Гарварда (2010).